# 等級 (鉄道車両)
等級（とうきゅう）とは、鉄道車両において運賃・料金の段階を表す。支払う金額によって、乗客はより多くの快適さを得る。
そこに含まれるのは、例えばよりよい座席（布張り、革、クロスシートなど）、足元の余裕（個別の席の間隔）、個室あるいはより大きい空間をもつ車両、暖房や冷房が効いた車両、携帯電話中継装置、静寂ゾーン、電源コンセント、テーブル、日除けカーテンまたはブラインド、などがある。鉄道駅の特別の待合室など旅行の前や、列車内での通常以上のサービス（無料の飲物、食事あるいは新聞）も含まれる。本来、列車運行の正確さやルート、鉄道駅とルートの状態などは等級に無関係であるが、運転速度と乗り心地は関係する場合がある。
列車の種別により（例えばICEと普通列車を比較した場合）車両等級ごとの運賃/料金、快適さとサービスはかなり変動する。1等の車両はそれぞれの乗客により多くの専有床面積を提供するため、2等の車両より旅客の収容力は少なくなる。さらに1等の車両がしばしば乗客の需要より多く割り当てられるため、特に混雑する時期には、比較的すいた車両を利用できる。

## 各国における等級

### 日本

#### 等級制

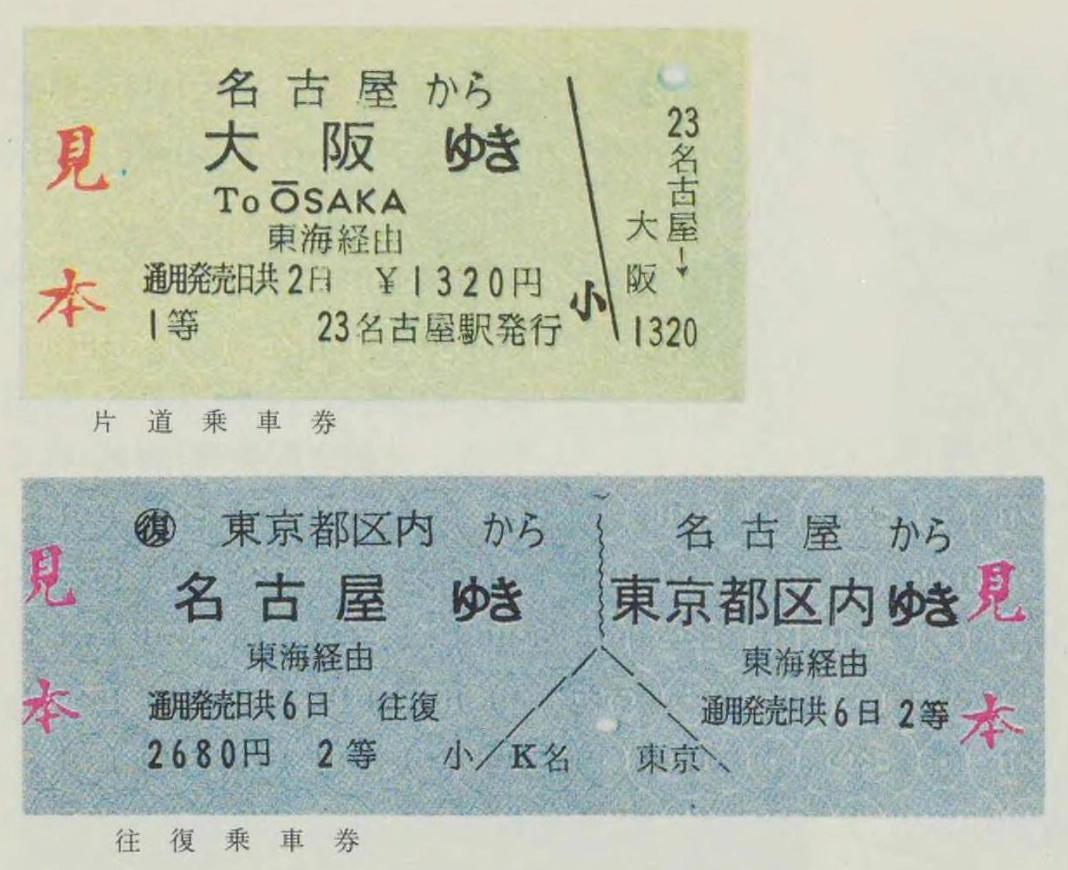
国鉄乗車券。上が片道（一等）、下が往復（二等）

かつての日本においては、旅客列車の車両に鉄道省や日本国有鉄道（国鉄）が定めた等級制があった。私鉄でも事業者により同様の制度があったが、一部の鉄道会社は「特等・並等」という二等級制度にしたところもある。
等級制では、運賃も、急行料金（特急料金・普通急行料金・準急料金）も等級別に異なる体系を持っていた。さらに、乗車券の色も等級別に異なっており、国鉄では客車の帯の色から一等は「白切符」（実際には黄色）、二等は「青切符」、三等は「赤切符」と呼ばれていた。
時期により以下の二つに分類される。

##### 三等級制時代（1960年以前）
1872年（明治5年）の鉄道開業の際に、客車は3等級とされ、上等・中等・下等に区分したが、1897年（明治30年）11月に一等・二等・三等へ変わった。「下等」の名称が乗客の感情を害するためであったと報じられている。一部の地方私鉄では「並等」の呼称を採用していた。また、客車には等級ごとに帯色の塗りわけがあり1940年（昭和15年）までは一等=白、二等=青、三等=赤であった。これは誤乗防止のために1896年（明治29年）に関西鉄道が採用したアイデアで、激しい競争関係にあった官鉄も1897年（明治30年）に上記と同時に実施した。また、車体に表記される用途記号は、一等車は「イ」、二等車は「ロ」、三等車は「ハ」となっている。
後に登場した寝台車については、一等寝台車は「イネ」、二等寝台車は「ロネ」、三等寝台車は「ハネ」となっている。運賃体系は、座席の一等・二等・三等に準じたが、車種としては別扱いである。しかし、一等寝台は利用不振のため1955年（昭和30年）に廃止され、二等寝台に格下げされた。詳細はA寝台#戦後の展開を参照。

##### 二等級制時代（1960年 - 1969年）
1960年（昭和35年）6月1日、東海道本線の特急「つばめ」「はと」の電車化に伴い、定期列車での一等展望車の使用が終了した。これを受けて7月1日に一等・二等のみの二等級制に移行、旧二等車と、わずかに残った旧一等展望車および外国人客向け旧一等車（一等車#戦後参照）は統合されて新しい二等級制の一等車、そして旧三等車は二等車となった。用途記号は一等車が「ロ」、二等車が「ハ」となった。

##### 国鉄運賃・料金の変遷

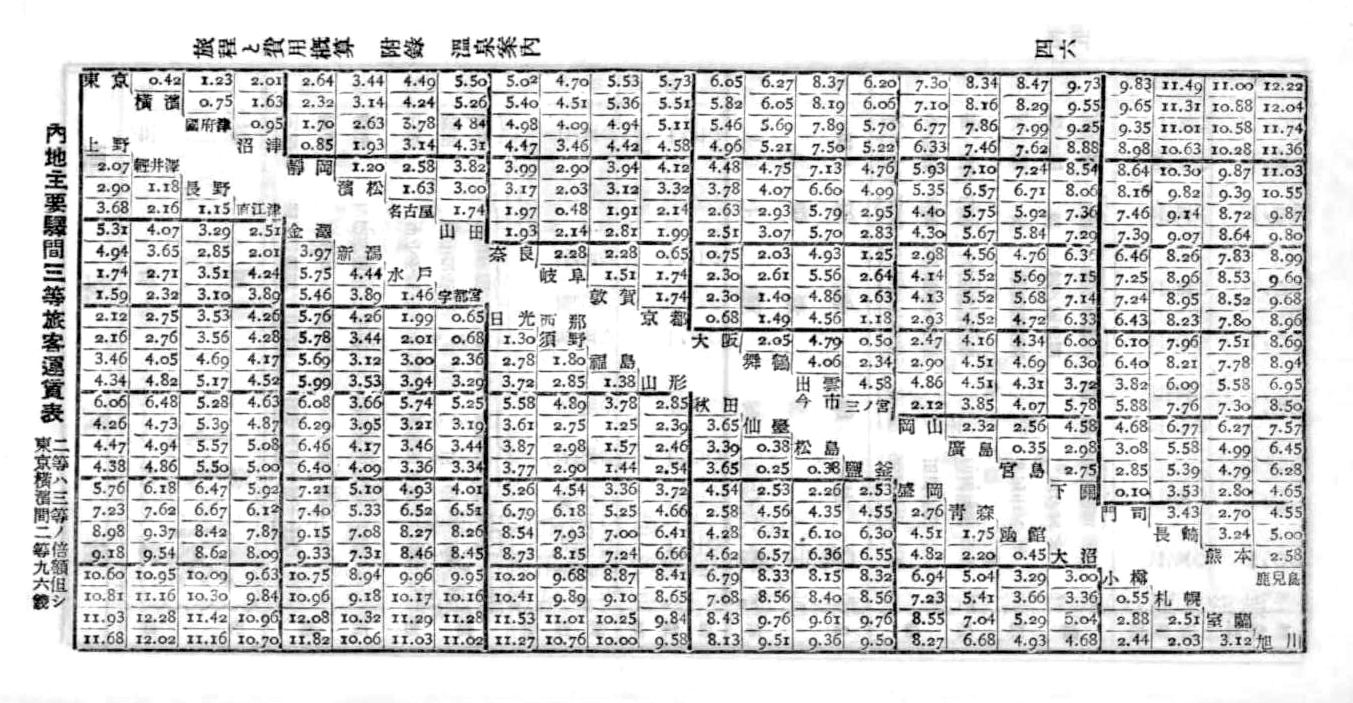
官営鉄道 三等旅客運賃表 （1928年）

国鉄およびその前身の運賃・料金の変遷は次のとおり。ただし改訂時の数字であり、必ずしも以後も次の改訂まで同じであったということを意味するものではない。
1918年（大正7年）7月16日改訂二等運賃は三等の1.75倍、一等運賃は三等の2.75倍。（改訂前は二等は三等の1.5倍、一等は三等の2.5倍）。
1920年（大正9年）2月1日改訂二等運賃は三等の2倍、一等は三等の3倍。（以後1942年まで同様）。
1950年（昭和25年）4月1日改訂以前二等は三等の3倍。
1960年（昭和35年）以前三等級制最後の時代は、三等運賃・料金を基準とすると、二等運賃・料金はその2倍、一等運賃は三等の4倍、一等特急料金は三等の3倍であったが、ただし当時は一、二等運賃・料金には通行税2割が課せられていたので、それぞれ以上の2割増しになった。
1960年（昭和35年）以後2等級制の時代当初は、二等運賃・料金を基準とすると、一等運賃はその2倍に通行税2割が加算されたが、1961年（昭和36年）4月6日の運賃改訂の際、二等の2倍でその中に通行税2割が含まれるように改められた。一方、特急・急行料金は2倍の他に通行税2割が加算されていた。1962年（昭和37年）4月から通行税が1割となると、1等運賃はその分2倍より安くなり（2等の6分の11）、特急・急行料金は2倍の他に通行税1割が加算される形になった。

#### モノクラス制

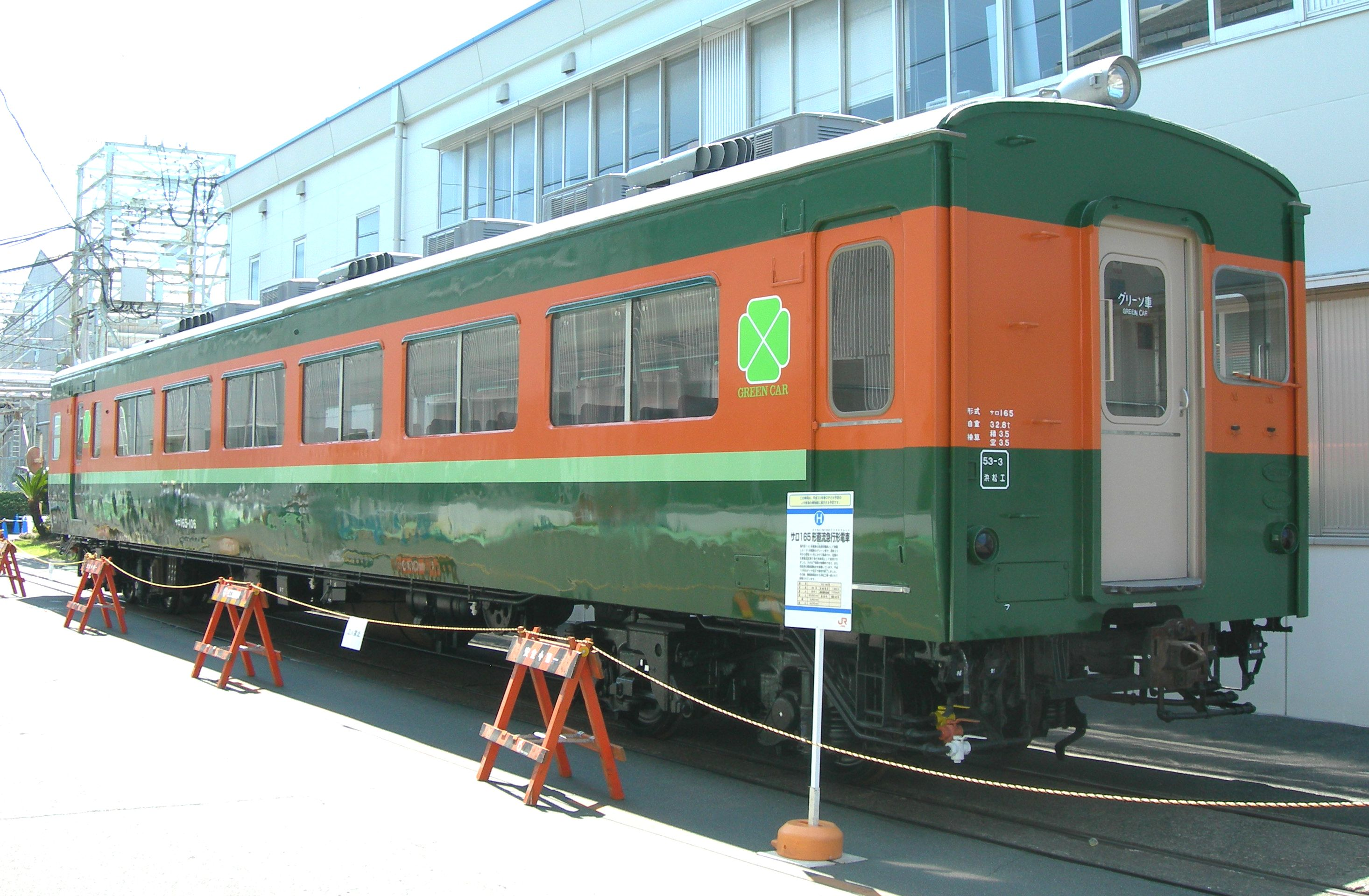
グリーン車

1969年（昭和44年）5月10日、国鉄の運賃・料金制度はモノクラス制に移行した。同時にそれまでの一等車はグリーン車、二等車は普通車に改められる。
それまでは等級に応じて分かれていた運賃、特急・急行料金などは、大手私鉄と同様に一本化され、グリーン車を利用する場合は普通車と同額の運賃にグリーン料金を追加した金額を払うこととなった。また、寝台車についても、1等寝台をA寝台、2等寝台をB寝台とし、それぞれ利用する寝台に相当する寝台券を運賃、列車種別によっては特急・急行料金等に加算する形で支払うようになった。
ただし、モノクラス制が定着してからは、鉄道関係の雑誌・書籍等で「グリーン車を連結しない昼行特急」「A寝台を連結しない夜行特急」について「モノクラス」と呼ぶ例も存在する。

#### 車両区分の変遷
ここでは、日本の国鉄における三等級制時代からモノクラス制時代までの車両区分の変遷および等級を示す車両塗色帯（いわゆる等級帯）の塗色をまとめる。なお、日本国有鉄道（国鉄）の後継となるJRグループも採用している。また、私鉄でも表記についてはこれに倣う場合もある。
| 時代                    | 時期                           | 車体記号                | 車体記号           | 車体記号            | 車体記号                | 車体記号               | 車体記号              | 注記・解説 |
| 時代                    | 時期                           | イ                      | ロ                 | ハ                  | イネ                    | ロネ                   | ハネ                  | 注記・解説 |
| ----------------------- | ------------------------------ | ----------------------- | ------------------ | ------------------- | ----------------------- | ---------------------- | --------------------- | --- |
| 3 等 級 制 時 代        | 〜1897年10月31日               | 上等車                  | 中等車             | 下等車              | 上等寝台車              | 中等寝台車             | 設定なし              | この時代までいわゆる等級帯の設定がない。 |
| 3 等 級 制 時 代        | 1897年11月1日〜 1931年2月      | 一等車                  | 二等車 （青）      | 三等車              | 一等寝台車              | 二等寝台車 （青）      | 設定なし              | |
| 3 等 級 制 時 代        | 1931年2月〜 1940年2月10日      | 一等車                  | 二等車 （青）      | 三等車              | 一等寝台車              | 二等寝台車 （青）      | 三等寝台車            | 1931年三等寝台車スハネ30000形登場による |
| 3 等 級 制 時 代        | 1940年2月11日〜 1941年7月15日  | 一等車                  | 二等車 （青）      | 三等車              | 一等寝台車              | 二等寝台車 （青）      | 三等寝台車            | 三等座席車および三等寝台車への等級帯塗装を中止。 以降、後身となる普通車まで等級帯塗装は行われなくなった。 |
| 3 等 級 制 時 代        | 1941年7月16日〜 1945年頃       | 一等車                  | 二等車 （青）      | 三等車              | 一等寝台車              | 二等寝台車 （青）      | （廃止）              | 三等寝台車の廃止 |
| 3 等 級 制 時 代        | 1945年頃〜 1948年11月9日       | 一等車 （クリーム）     | 二等車 （青）      | 三等車              | 一等寝台車              | 二等寝台車 （青）      | （廃止）              | 太平洋戦争（第二次世界大戦）終戦に伴う進駐軍専用車両に従前の一等車で使用された帯色である白色を使用。 これに伴う一等車での帯色をクリーム色に変更。 |
| 3 等 級 制 時 代        | 1948年11月10日〜 1949年4月30日 | 一等車 （クリーム）     | 二等車 （青）      | 三等車              | 特別寝台車 （クリーム） | 二等寝台車 （青）      | （廃止）              | マロネ40形客車を使用する際、当初は進駐軍専用車両に一般客を乗せる体裁を採ったため。 制度上も一等運賃と寝台料金とするそれと扱いが異なった。 |
| 3 等 級 制 時 代        | 1949年5月1日〜 1955年6月30日   | 一等車 （クリーム）     | 二等車 （青1号）   | 三等車              | 一等寝台車 （クリーム） | 二等寝台車 （青1号）   | （廃止）              | 一等座席車の一部を二等座席車に格下げが行われる。 1950年特別二等車スロ60形式が登場。 |
| 3 等 級 制 時 代        | 1955年7月1日〜 1956年3月19日   | 一等車 （クリーム）     | 二等車 （青1号）   | 三等車              | （廃止）                | 二等寝台車 （青1号）   | （廃止）              | 一等寝台車を廃止し、二等寝台車に格下げ。 なお、旧イネはA・B室に振り向けたが、車両形式毎にABCの等級を振り分けた経緯があるため、一概には言えない。A寝台も参照。 |
| 3 等 級 制 時 代        | 1956年3月20日〜 1960年6月30日  | 一等車 （クリーム）     | 二等車 （青1号）   | 三等車              | （廃止）                | 二等寝台車 （青1号）   | 三等寝台車 （帯なし） | |
| 2 等 級 制 時 代        | 1960年7月1日〜 1961年7月頃     | （廃止）                | 一等車 （青1号）   | 二等車 （帯なし）   | （廃止）                | 一等寝台車 （青1号）   | 二等寝台車 （帯なし） | 二等級制度化により、従前の一等車を廃止のうえ従前の二等車と統合し新一等車に。「ロ」に称号変更。また、従前の三等車「ハ」は二等車となった。また旧三等車にみられた車両窓下の等級表示は廃止。その後1961年頃から、一等車、とりわけ旧「並ロ」といわれた車両が旧「特ロ」よりも接客設備が陳腐化していることにより順次二等車に格下げされる。そしモノクラス制の実施を待たずして旧「並ロ」の車両は新性能電車を除いて1968年中に運用を終了。 |
| 2 等 級 制 時 代        | 1961年7月頃〜 1969年5月9日     | （廃止）                | 一等車 （淡緑6号） | 二等車 （帯なし）   | （廃止）                | 一等寝台車 （淡緑6号） | 二等寝台車 （帯なし） | |
| モ ノ ク ラ ス 制 時 代 | 1969年5月10日〜1982年          | （廃止）                | グリーン車         | 普通車 ラウンジカー | （廃止）                | A寝台車                | B寝台車               | モノクラス制実施。 |
| モ ノ ク ラ ス 制 時 代 | 1982年〜1986年                 | （廃止）                | グリーン車         | 普通車 ラウンジカー | （廃止）                | A寝台車                | B寝台車               | 1978年以降グリーン車における等級帯塗装を廃止。 |
| モ ノ ク ラ ス 制 時 代 | 1986年〜2013年                 | グリーン車              | グリーン車         | 普通車 ラウンジカー | （廃止）                | A寝台車                | B寝台車               | 旧一等車の展望車マイテ49形2号車が車籍復帰。 その際、扱いをグリーン車とし、車両単独の帯としてかつての一等車の帯色が用いられた。 |
| モ ノ ク ラ ス 制 時 代 | 2013年〜                       | グリーン車 ラウンジカー | グリーン車         | 普通車 ラウンジカー | DXスイート スイート     | A寝台車                | B寝台車               | ツアー列車である「ななつ星in九州」専従となる77系客車では、以下の車種が形式として起こされた。 - 寝台車両：マイネ77形・マイネフ77形 - ラウンジカー：マイ77形 |

### ヨーロッパ
現在のヨーロッパ諸国では通常、2つの等級（「1等」と「2等」）がある。
イギリスでの2等は、「スタンダード・クラス」と呼ばれる。3等は、1950年代にヨーロッパの大部分の国で廃止された。
大部分のヨーロッパの鉄道事業者では、列車の1等を黄色で示すことが慣例で、通常黄色の帯がドアや窓の上に設けられる。1等は1車両全体である場合もあり、車両の一部分だけで他の部分が2等である場合もある。2等の部分は、通常「2+2」座席（通路の両側に2つずつの座席を設置）であり、1等では「2+1」である。イギリスとフランスでは、一部の短距離近郊列車で、1等に2+2、2等に2+3の座席を用いる。
地下鉄や近郊列車、各駅停車は、しばしば2等だけで編成される。1等のみの列車は1980年代までよく見られたが（TEEを参照）、現在は稀である。